# イオン・アントネスク
イオン・ヴィクトル・アントネスク（ルーマニア語: Ion Victor Antonescu, 1882年6月14日 - 1946年6月1日）は、20世紀前半のルーマニアの軍人・政治家。アレクサンドル・アヴェレスクやコンスタンチン・プレザンと並んで、王族以外では3名しかいない元帥の一人である。一人称は自分の名前を使っていた。

## 生涯
ピテシュティ出身。父イオンは自作農家で、大尉だった。フランスで軍事教育を受ける。1907年の農民蜂起の鎮圧に参加。
1913年のバルカン戦争では、街道の要所を少数の兵力によって守り抜いた功績により、勲三等ミハイ勇敢公勲章を受勲。
第一次世界大戦時、参謀将校としてマラシュティ等の反攻作戦を立案した。
第一次大戦と戦後のハンガリー評議会共和国に対する軍事干渉（ハンガリー・ルーマニア戦争）に参加し、ブダペスト攻防戦で功績を挙げた。
1923年から駐パリ駐在武官となり、ユダヤ系フランス人のレイチェル・メンデルと結婚する。1924年からロンドン駐在武官。
1926年に再度ルーマニア王立陸軍騎兵学校長（1920年-1922年にも就任）、1927年から1929年と1931年から1933年に参謀大学校の校長を2回務め、連隊長、師団長勤務を経た後、1933年に王立陸軍参謀総長となり、ルーマニア王立軍の近代化を計る。
1937年からいくつかの内閣で国防相を務めた。しかし鉄衛団と関係を持ったため、1937年に投獄される。釈放後、ソビエト連邦への自国領土の割譲に反対してカロル2世と対立し、再び投獄される。
1940年には釈放され、カロル2世を退位させて首相に就任。国民投票の末、国家指導者（Conducător、総統とも訳される）の地位に就き、枢軸外交を推進した。
政権当初の支持基盤は鉄衛団であったが、彼らの行き過ぎたテロルを警戒し、次第に距離を置くようになった。1941年1月20日、自分たちがドイツの支持を得ていると考えていた鉄衛団は反乱を起こしたが、ヒトラーはアントネスクを支持し、反乱は22日に鎮圧された。
また、ドイツ側の要求により約4万人のルーマニア国内に住むユダヤ人の強制収容所への移送に協力し、ホロコーストに加担している。アントネスク体制下では、2万5千人のロマ人が国外に追放された他、約27万人のルーマニア系ユダヤ人とウクライナ系ユダヤ人が虐殺されるか強制収容所で死亡した。
1941年6月、独ソ戦が始まると枢軸国側に立って参戦し、ドイツ軍のオデッサ侵攻、スターリングラード攻防戦、カフカス侵攻を支援した。しかし、ドイツ軍と比較して装備が劣っていたルーマニア軍はドイツ軍の補助的な役割しか与えられなかった。特に、スターリングラード攻防戦においてルーマニア軍は、ソ連軍の反攻により短期間で壊滅し、この戦いにおけるドイツ軍敗北の一因となった。以後、枢軸軍は劣勢に回り、ヤッシー＝キシニョフ攻勢の影響で赤軍が迫ると、1944年8月23日の国王ミハイ1世が起こした宮廷クーデターにより失脚。
戦後、ミハイ・アントネスクらと共にソ連に捕らえられてルーマニア共産政権に引き渡され、戦犯としてブカレスト郊外のジラヴァで銃殺刑に処された。
2006年12月、トライアン・バセスク政権によって名誉回復された。しかし、在任時の反ユダヤ政策や対独協力を通じてルーマニア国内に住むユダヤ人の移送や虐殺を行っていたことから、未だに国内外では評価が分かれ、特にルーマニアやユダヤ人社会ではタブー視されている。